# Đại học Quốc tế Tōkyō
Đại học Quốc tế Tokyo (とうきょうこくさいだいがく 東京国際大学) là một trường đại học tại Nhật Bản, trường có hai cơ sở: ở Kawagoe và ở Shinjuku. Trường được thành lập vào tháng 4 năm 1965
Kawagoe là thành phố thuộc tỉnh Saitama, Nhật Bản nằm cách quận Shinjuku hoặc Ikebukuro ở Tokyo khoảng 30 phút đi tàu điện. Đây là một đô thị trung tâm vùng của vùng Nam Kantō và cũng đồng thời là một đô thị trung tâm văn phòng của vùng thủ đô Tōkyō.
Trường còn mở các lớp ngoại khóa, nội trú với chủ nghĩa thực học. Về mặt sinh hoạt, tất cả học sinh từ năm 1 đến năm 4 đều có giờ thảo luận riêng. Và thảo luận được coi giống như một môn học bắt buộc, và đã gắn liền như là một phần không thể thiếu trong sinh hoạt của các học sinh trong trường. Số người trong một buổi thảo luận được giới hạn khoảng 15 đến 20 người. Bởi vậy cũng có ý kiến cho rằng nên tạo một môi trường nhiều sinh viên học tập chung với nhau hơn, thì quan hệ giữa học sinh trở nên rộng rãi hơn. Các đại học thực hiện chế độ thảo luận như thế này thì chiếm tỷ lệ khá nhỏ, nên việc tổ chức thảo luận như vậy đã trở thành một đặc trưng của trường.

## Tổ chức

### Các viện đại học
- Nhân văn và xã hội học
- Kinh tế
- Công nghệ thông tin
- Kinh doanh học
- Chính sách công
- Văn học
- Giáo dục
- Quan hệ quốc tế